# Of the Blue Colour of the Sky
| Совокупная оценка    | Совокупная оценка |
| Источник             | Оценка            |
| -------------------- | ----------------- |
| Metacritic           | (67/100)          |
| Оценки критиков      |                   |
| Источник             | Оценка            |
| AllMusic             | [ 3 ]             |
| The A.V. Club        | (A-)              |
| BLARE Magazine       | [ 5 ]             |
| The Boston Globe     | (смешанная)       |
| Entertainment Weekly | (B-)              |
| Los Angeles Times    | (положительная)   |
| Rock Sound           | [ 9 ]             |
| Rolling Stone        | [ 10 ]            |
| Slant Magazine       | [ 11 ]            |
| Spin                 | [ 12 ]            |

Of the Blue Colour of the Sky — третий студийный альбом американской рок-группы OK Go, выпущенный 12 января 2010 года на лейблах Capitol Records в США и EMI в Великобритании, а 1 апреля был переиздан на независимом лейбле группы Paracadute Records. Был спродюсирован Дэйвом Фридманном и записан в течение семи месяцев в студии Фридмана Tarbox Road Studios в Кассадаге, штат Нью-Йорк. Название, текст и концепция альбома основаны на псевдонаучной книге «Влияние голубого луча солнечного света и синего цвета неба» (англ. Of the Blue Colour of the Sky), опубликованной в 1876 году. Группа отступила от своего стиля в жанре пауэр-поп, заметного в предыдущих альбомах. После расторжения контракта группы с EMI, Capitol и Paracadute взяли на себя промо-кампанию и все обязанности по дистрибуции. Альбом получил в целом положительные отзывы музыкальных критиков и дебютировал на 40-м месте в чарте Billboard 200, продержавшись в чарте две недели.

## Предыстория
После того, как в 2005 году была завершена запись альбома Oh No, гитарист Энди Дункан покинул группу, сославшись на творческие разногласия и давление со стороны лейбла. Его заменил Энди Росс, который участвовал в продвижении альбома, включая участие в музыкальных клипах. Музыкальные клипы на «A Million Ways» и «Here It Goes Again» стали вирусными на YouTube и оказали значительное влияние на успех Oh No и популярность OK Go. Наряду с выпуском мини-альбома You're Not Alone совместно с духовой фанк-рок-группой Bonerama в 2008 году, группа постоянно гастролировала в течение почти трёх лет в рамках продвижения Oh No.

## Запись и производство
OK Go закончили писать тексты песен в октябре 2008 и начали работать в студии продюсера альбома Дэйва Фридмана Tarbox Road Studios в Кассадаге, штат Нью-Йорк до мая следующего года.

## Трек-лист
| №                   | Название                            | Автор(ы)                 | Длительность |
| ------------------- | ----------------------------------- | ------------------------ | ------------ |
| 1.                  | «WTF?»                              | Damian Kulash, Jr.       | 3:25         |
| 2.                  | «This Too Shall Pass»               | Kulash, Timothy Nordwind | 3:08         |
| 3.                  | «All Is Not Lost»                   | Kulash, Nordwind         | 2:44         |
| 4.                  | «Needing/Getting»                   | Kulash, Nordwind         | 5:14         |
| 5.                  | «Skyscrapers»                       | Kulash                   | 4:38         |
| 6.                  | «White Knuckles»                    | Kulash                   | 3:19         |
| 7.                  | «I Want You So Bad I Can't Breathe» | Nordwind                 | 3:23         |
| 8.                  | «End Love»                          | Nordwind, Kulash         | 4:05         |
| 9.                  | «Before the Earth Was Round»        | Kulash                   | 4:09         |
| 10.                 | «Last Leaf»                         | Kulash                   | 2:34         |
| 11.                 | «Back from Kathmandu»               | Kulash                   | 4:13         |
| 12.                 | «While You Were Asleep»             | Andy Ross                | 4:24         |
| 13.                 | «In the Glass»                      | Kulash                   | 6:03         |
| Общая длительность: | Общая длительность:                 | Общая длительность:      | 51:14        |

| №   | Название         | Длительность |
| --- | ---------------- | ------------ |
| 14. | «Louisiana Land» | 3:38         |

| №   | Название                                    | Длительность |
| --- | ------------------------------------------- | ------------ |
| 14. | «White Knuckles» (Static Revenger club mix) | 4:20         |

| №                   | Название                                                    | Длительность |
| ------------------- | ----------------------------------------------------------- | ------------ |
| 1.                  | «Skyscrapers» (Bristol version)                             | 4:29         |
| 2.                  | «Shooting the Moon»                                         | 3:20         |
| 3.                  | «Louisiana Land»                                            | 3:38         |
| 4.                  | «This Too Shall Pass» (marching band version)               | 3:34         |
| 5.                  | «Gigantic» (Pixies cover)                                   | 4:16         |
| 6.                  | «This Will Be Our Year» (The Zombies cover)                 | 2:08         |
| 7.                  | «This Too Shall Pass» (Passion Pit Sunday Hangover Remix)   | 4:28         |
| 8.                  | «Skyscrapers» (demo)                                        | 2:44         |
| 9.                  | «If You're Down» ("I Want You So Bad I Can't Breathe" demo) | 2:28         |
| 10.                 | «More Than You Could Know» ("Needing/Getting" demo)         | 2:12         |
| 11.                 | «Back from Kathmandu» (demo)                                | 2:51         |
| 12.                 | «Over the Moon» ("Shooting the Moon" demo)                  | 3:07         |
| 13.                 | «Before the Earth Was Round» (demo)                         | 3:03         |
| 14.                 | «You Will Lose» ("All Is Not Lost" demo)                    | 0:42         |
| 15.                 | «Break the Sand» ("While You Were Asleep" demo)             | 3:07         |
| 16.                 | «Last Leaf» (demo)                                          | 1:03         |
| 17.                 | «The Sound of the New Record» (Ira Glass Interview Part 1)  | 3:37         |
| 18.                 | «Chatting with Dave» (Interview Part 2)                     | 5:39         |
| 19.                 | «Dave Defends Distortion» (Interview Part 3)                | 1:03         |
| 20.                 | «Recording Last Leaf» (Interview Part 4)                    | 2:02         |
| 21.                 | «Playing Live» (Interview Part 5)                           | 4:18         |
| 22.                 | «Lyrics» (Interview Part 6)                                 | 4:54         |
| Общая длительность: | Общая длительность:                                         | 1:08:46      |

## Twelve Remixes of Four Songs
25 июля 2013 года OK Go выпустили сборник ремиксов Twelve Remixes of Four Songs, который включает в себя двенадцать ремиксов на четыре песни из альбома Of the Blue Colour of the Sky. В него вошли пять ремиксов на «White Knuckles», один на «All Is Not Lost», четыре на «This Too Shall Pass», два на «End Love», а также финальная альбомная версия каждого трека. Он был выпущен на потоковых сервисах и на физическом компакт-диске.
| №                   | Название                                              | Длительность |
| ------------------- | ----------------------------------------------------- | ------------ |
| 1.                  | «White Knuckles» (Neil Voss Remix)                    | 3:18         |
| 2.                  | «White Knuckles» (Boys Like Us remix)                 | 2:58         |
| 3.                  | «White Knuckles» (Sam Sparro remix)                   | 5:57         |
| 4.                  | «White Knuckles» (Static Revenger remix)              | 4:46         |
| 5.                  | «White Knuckles» (Static Revenger instrumental remix) | 4:02         |
| 6.                  | «White Knuckles» (album version)                      | 3:20         |
| 7.                  | «All Is Not Lost» (Serious Business remix)            | 4:52         |
| 8.                  | «All Is Not Lost» (album version)                     | 2:42         |
| 9.                  | «This Too Shall Pass» (Passion Pit remix)             | 3:54         |
| 10.                 | «This Too Shall Pass» (Shoes remix)                   | 6:03         |
| 11.                 | «This Too Shall Pass» (Ra Ra Riot remix)              | 3:36         |
| 12.                 | «This Too Shall Pass» (J. Arthur Keenes Band remix)   | 3:45         |
| 13.                 | «This Too Shall Pass» (album version)                 | 3:07         |
| 14.                 | «End Love» (Neil Voss remix)                          | 3:20         |
| 15.                 | «End Love» (Subtractive remix)                        | 4:18         |
| 16.                 | «End Love» (album version)                            | 4:05         |
| Общая длительность: | Общая длительность:                                   | 1:04:03      |